# Мечеть Синана-паши (Призрен)
Мечеть Синана-паши (алб. Xhamia e Sinan Pashës, серб. Синан Пашина Џамија, тур. Sinan Paşa Camii) — мечеть времён Османской империи в городе Призрене автономного края Сербии Косово и Метохия.
Мечеть построил Софи Синан-паша в 1615 году. В 1990 году мечеть внесена в список памятников культуры исключительного значения в Сербии.

## История
Софи Синан-паша начал строительство мечети в 1600 или 1608 году. Софи Синан-паша, бывший белербеем и каймакамом в Боснии, которого не следует путать с великим визирем Синаном-пашой, который построил мечеть Синана-паши в городе Качаник, находящемся неподалёку.
Широко распространена версия о том, что мечеть построена из камня Монастыря Святых Архангелов. На самом деле, части монастыря можно увидеть из мечети. Монастырь, который был заброшен после прихода Османской империи в XVI веке, был разрушен в XVII веке. Албанский историк Хасан Калеши в 1972 году озвучил предположение, что Софи Синан-паша не мог приказать разрушить монастырь, так как на это был необходим приказ султана, скорее он приказал использовать припасённые камни.

## Описание

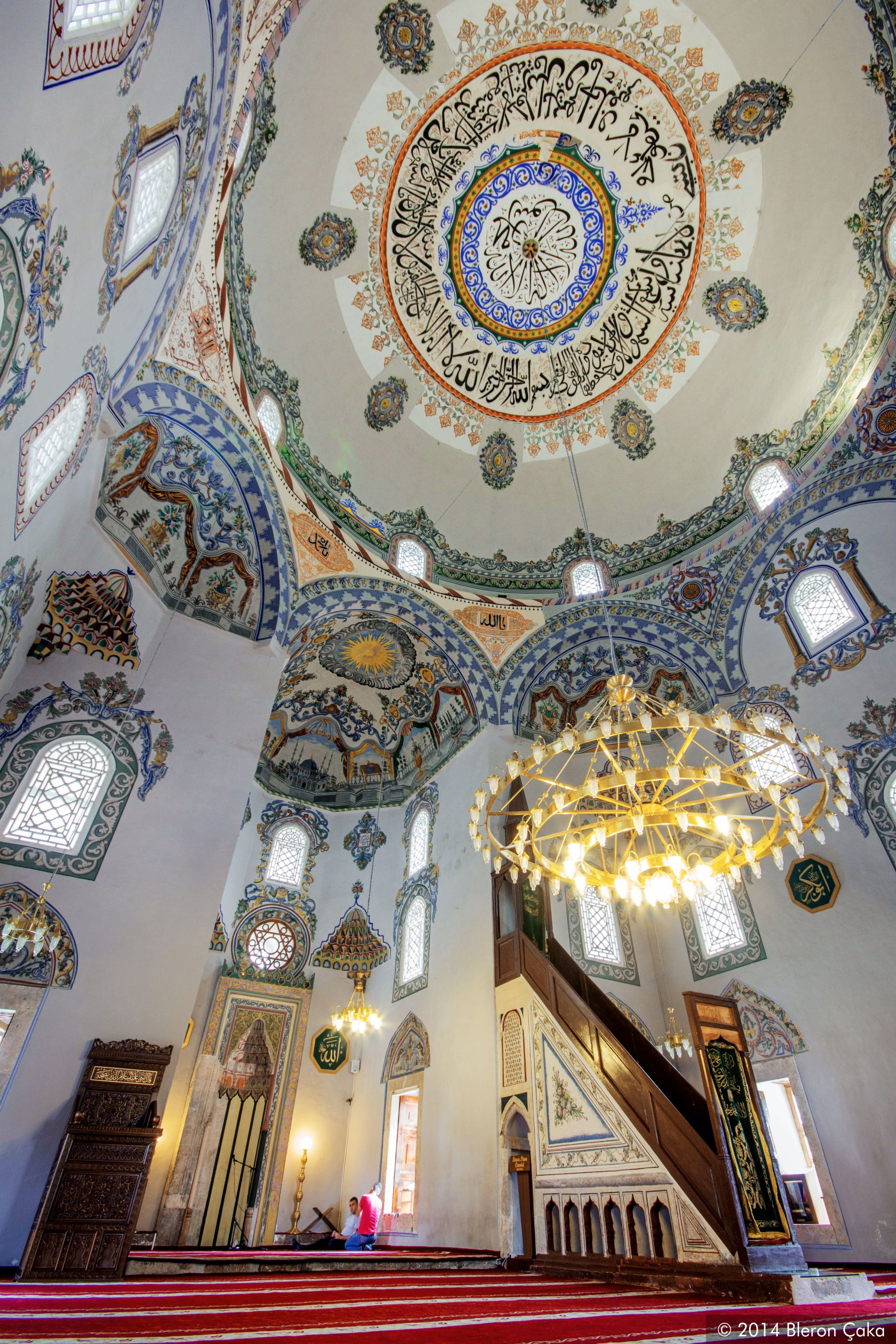
Внутри мечети

Мечеть имеет длину 14 м и ширину 14 м, имеет квадратную форму. Есть один большой купол и один малый купол, который покрывает михраб, раскрашенный и имеющий сталактитовую форму. Стены мечети имеют толщину 1,65 м, а минарет, имеющий форму конуса — 43,5 м ввысь.
Стены и купол в середине мечети расписаны в XIX веке преимущественно цветочными узорами и стихами из Корана. Минбар расписан цветочными узорами. Большой и малый купол мечети покрыты свинцом. Каменный пол и деревянная отделка мечети оригинальны.

## Проблема сохранения
Проблемой для мечети стал дождь, который со временем начал попадать в мечеть через отверстия в крыше. Это привело к утрате некоторых картин на стенах, а также к порче штукатурки. Каменные фасады столкнулись с выветриванием.
В начале 2000 года ЮНЕСКО оценило затраты на обновление в сумму приблизительно 500 тыс. евро.